# مهدی سهرابی
مهدی سهرابی (زادهٔ ۲۰ مهر ۱۳۶۰ در زنجان) دوچرخه‌سوار تیم ملی ایران و از راه‌یافتگان به المپیک ۲۰۰۸ پکن و المپیک ۲۰۱۲ لندن است. او در سال ۱۳۸۶ به عنوان یکی از ۱۰ ورزشکار برتر ایران شناخته شد. او تاکنون ۲۰۰ نشان مختلف از مسابقه‌های داخلی، آسیایی، بین‌المللی و جام جهانی به دست آورده‌است که نیمی از آنها طلا هستند.

## زندگی ورزشی
سهرابی از سن ۱۶ سالگی فعالیت خود را در رشته دوچرخه‌سواری آغاز کرد و از سال ۱۳۷۸ این رشته را به صورت حرفه‌ای ادامه داد. سهرابی در بیست و ششمین دوره مسابقات قهرمانی بزرگسالان آسیا که در مالزی برگزار شد، در رشته استقامت جاده بزرگسالان به مدال طلا دست یافت. او در بازی‌های آسیایی ۲۰۰۶ در دوحه موفق به کسب ۲ مدال نقره و مدال برنز شد. سهرابی همچنین در مهرماه سال ۱۳۸۶ در مسابقات جام جهانی دوچرخه‌سواری مسکو موفق به کسب ۳ مدال طلا، نقره و برنز شد. او همچنین مقام‌های متعددی را در رقابتهای لیگ برتر دوچرخه‌سواری ایران به دست آورده‌است.

## باشگاه‌ها
- باشگاه نوسازی مدارس زنجان
- باشگاه پیکان (۲۰۰۵)
- باشگاه دانشگاه آزاد اسلامی تهران (۲۰۰۷ و ۲۰۰۸)
- باشگاه مس کرمان (۲۰۰۸)

باشگاه لوتو سودال loto sudallبلژیک.
باشگاه پیشگامان کویر یزد (۲۰۱۵)